# One-to-one-marknadsföring
One-to-one-marknadsföring (engelska: one-to-one marketing) är en marknadsföringsmetod där varje kund bearbetas individuellt genom att säljerbjudandet anpassas speciellt till kunden. Detta gör one-on-one-marknadsföring annorlunda än andra former av produktdifferentiering, som i huvudsak går ut på att differentiera en produkt mot konkurrerande produkter. Exempel på one-on-one-marknadsföring är nätbutiker som använder information om sina kunder till att skapa riktade erbjudanden.